# 神戸健康産業開発センター
神戸健康産業開発センターは、神戸医療産業都市構想の中心施設の一つとして位置づけられている。神戸健康産業開発センターは、ベンチャー企業の育成や中小企業の第二創業を促進するインキュベーション（孵化）施設。現在、バイオ関連や医療産業に属するベンチャー企業や中小関連企業が入居している。

## 概要
1998年（平成10年）に成立した「新事業創出促進法」に基づき、独立行政法人中小企業基盤整備機構（以下「中小機構」）が、兵庫県および神戸市からの要請を受け、整備を行った施設である。神戸健康産業開発センターは、平成18年10月にオープンした。同センターには、理化学研究所をはじめ、ベンチャーキャピタルなどから出資を受けているバイオ系ベンチャー企業等が入居している。
また神戸健康産業開発センターの西隣りには、平成18年9月にオープンした理化学研究所分子イメージング研究開発拠点（MIRP）があり、MIRPのプロジェクトメンバーも、神戸健康産業開発センターにおいて活動中である。また神戸医療産業都市構想内にある神戸医療機器開発センターは、中小機構の姉妹インキュベーション施設となる予定。
神戸医療産業都市構想には、様々な大学や研究施設、バイオ系ベンチャー企業や中小企業等が進出しており、2007年には、ポートアイランド地区の「医療エリア」の中に、神戸学院大学、兵庫医療大学といった医薬系学部を持つ大学が開設された。さらに2009年4月には、甲南大学フロンティアサイエンス学部が、同地区の「研究開発エリア」に開校した。国内・海外を含めて、2009年4月現在で、150以上のバイオ関連や医療産業に属する企業が進出している。
平成19年3月には、神戸医療産業都市構想の10-20年先を見据えた神戸クラスターの形成戦略やその実現に向けた取り組みなどが、「神戸健康科学（ライフサイエンス）振興ビジョン」としてまとめられた。
（1）神戸におけるメディカルクラスターの形成
- 高度医療サービスの提供
- 科学的な健康づくりの支援
- メディカルクラスターのイノベーション創出の加速

（2）クラスターの将来像
- 平成27年度　医療関連企業数：約310社／新規雇用数　約9,800人／経済効果　約1,625億円
- 細胞・遺伝子治療／再生医療、医療機器、臨床試験（治験）／臨床研究支援の10年後のロードマップ
- 関西全体のライフサイエンス分野のスーパークラスターの形成
- ポートアイランド地区におけるグランドデザインの実現

理化学研究所は、平成15年の発生・再生科学総合研究センター（CDB)や平成18年の分子イメージング研究開発拠点に加え、2010年に国家プロジェクトとして文部科学省が推進する世界最速の次世代スーパーコンピュータを「研究開発エリア」に登場させる計画である。

## 事業目的

### （1）インキュベーション（孵化）
- バイオ系ベンチャー企業を立ち上げようとする起業家の育成を支援すること。
- メディカルビジネスの事業化を具体的な支援策でサポートすること。

### （2）医療および健康産業等の研究開発
- 中小機構や財団法人先端医療振興財団等が有するネットワークを活用して、様々な研究機関や民間企業の研究者や技術者などを紹介すること。

## 施設案内
- 居室数は、24部屋です（鉄筋造・地上4階建）。
- 全室が、ウェットラボ仕様です（各居室に排水溝設置）。
- 耐床荷重は、1階が2t/m2、2階から4階が1t/m2です。
- 天井高は、3mです。
- 24時間のセキュリティ対応です。
- 中和処理設備や緊急シャワー（各階）も完備しています。
- 多目的室（スクリーン、プロジェクター、ホワイトボードを完備）
- 駐車場
- 電気、ガス、水道も各居室にて使用可

## 支援体制
- 中小機構の外部専門家が常設しています。2009年4月現在2名。
- 財団法人先端医療振興財団の専門家も在籍している。
- その他にも経験値の高い専門家が支援活動を行っている。

## 支援メニュー
- 中小機構が主催する中小企業総合展（東京や大阪）などの大規模イベントへの出展支援
- 補助金や助成金の紹介
- 事業計画の作成支援
- 研究機関や企業の紹介によるビジネスマッチング機会の創出
- 販路開拓や拡大などの支援
- 講演会や経営支援セミナーなどの開催
- 兵庫県、神戸市、大学や公的機関等と連携した複合的な支援活動

## 関連サイト
- 神戸医療機器開発センター